# Salacgrīva
Salacgrīva är en stad i Vidzeme i norra Lettland. Den ligger vid mynningen av floden Salaca i Rigabukten. Staden är kommunhuvudort i kommunen Salacgrīvas novads. Antalet invånare är 3 427.